# 阿什本 (密蘇里州)
阿什本（英語：Ashburn）是位於美國密蘇里州派克縣的村。

## 人口
根據2020年美國人口普查的數據，阿什本的面積為0.34平方千米，皆為陸地。當地共有人口33人，而人口密度為每平方千米97人。